# 17179 Codina
17179 Codina este un asteroid din centura principală de asteroizi.

## Descriere
17179 Codina este un asteroid din centura principală de asteroizi. A fost descoperit pe 4 octombrie 1999 la Stația Anderson Mesa în cadrul programului LONEOS. El prezintă o orbită caracterizată de o semiaxă mare de 3,06 ua, o excentricitate de 0,07 și o înclinație de 9,0° în raport cu ecliptica.